# أملودية إبرية
أملودية إبرية (الاسم العلمي:Rhipsalis aculeata) هي نوع من النباتات تتبع جنس الأملودية من الفصيلة الصبارية.